# Lądek-Zdrój

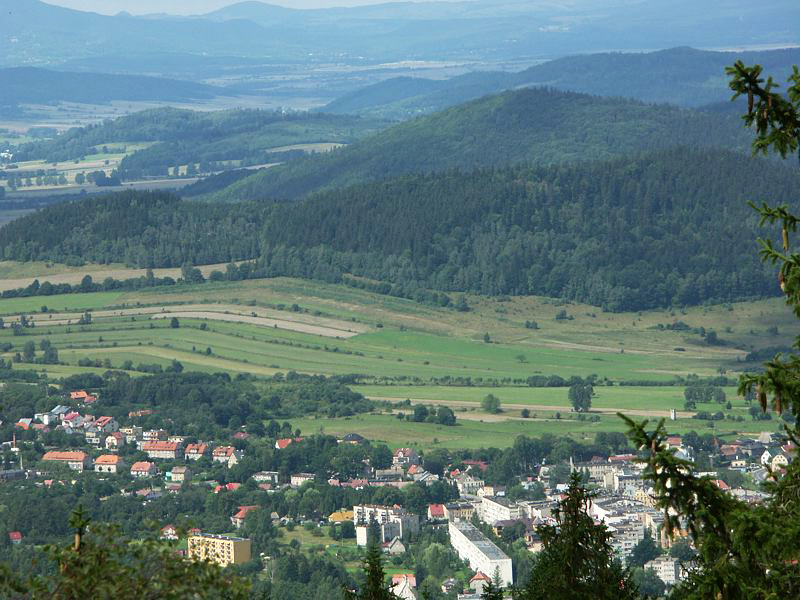
Stadtpanorama mit dem Reichensteiner Gebirge im Hintergrund

Lądek-Zdrój ['lɔndɛk 'zdruɪ̯] (deutsch: Bad Landeck, vor 1935 Landeck i. Schlesien Glätzisch Landecke) ist eine Stadt im Powiat Kłodzki der Woiwodschaft Niederschlesien in Polen. Sie ist zugleich Sitz der Stadt- und Landgemeinde Lądek-Zdrój mit 8120 Einwohnern (Stand 31. Dezember 2020).
Das Heilbad ist eines der ältesten in Europa und das älteste der vormaligen Grafschaft Glatz. 

## Geographie
Die Stadt liegt an der Biele im Südosten des Glatzer Kessels auf 425–460 m ü. NN, etwa 18 Kilometer südöstlich von Kłodzko (Glatz). Nordöstlich befindet sich das Reichensteiner Gebirge, südöstlich das Bielengebirge und südwestlich das Glatzer Schneegebirge. Vier Kilometer östlich verläuft die Grenze zu Tschechien.
Nachbarorte sind Wójtówka (Voigtsdorf) und Orłowiec (Schönau) im Norden, Lutynia (Leuthen) im Nordosten, Karpno (Karpenstein) sowie die Burgruine Karpenstein im Osten, Stójków (Olbersdorf) und Stronie Śląskie (Seitenberg) im Süden, Kąty Bystrzyckie (Winkeldorf) im Südwesten sowie Radochów (Reyersdorf) und Trzebieszowice (Kunzendorf) im Westen.

## Geschichte

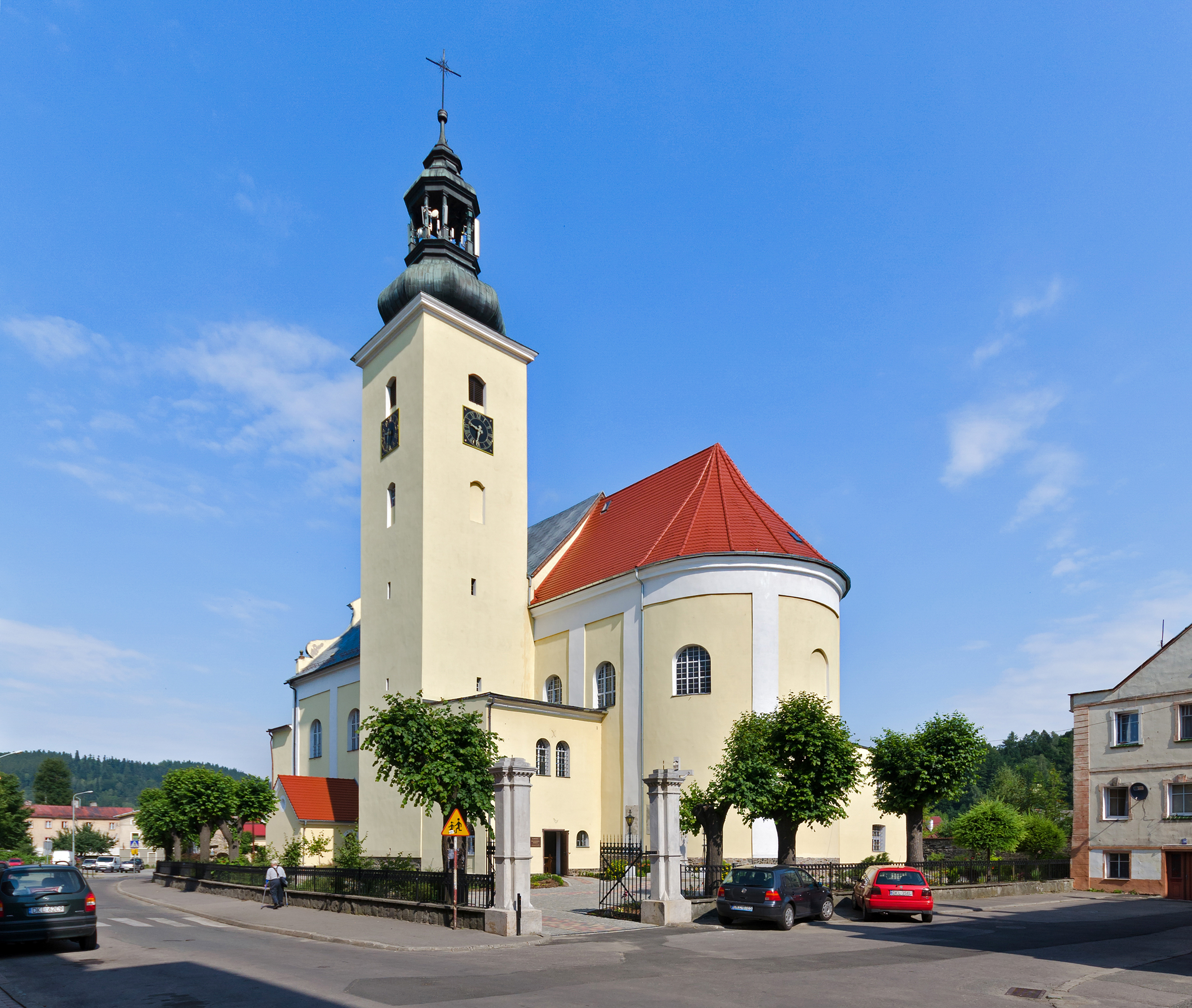
Pfarrkirche Mariä Geburt

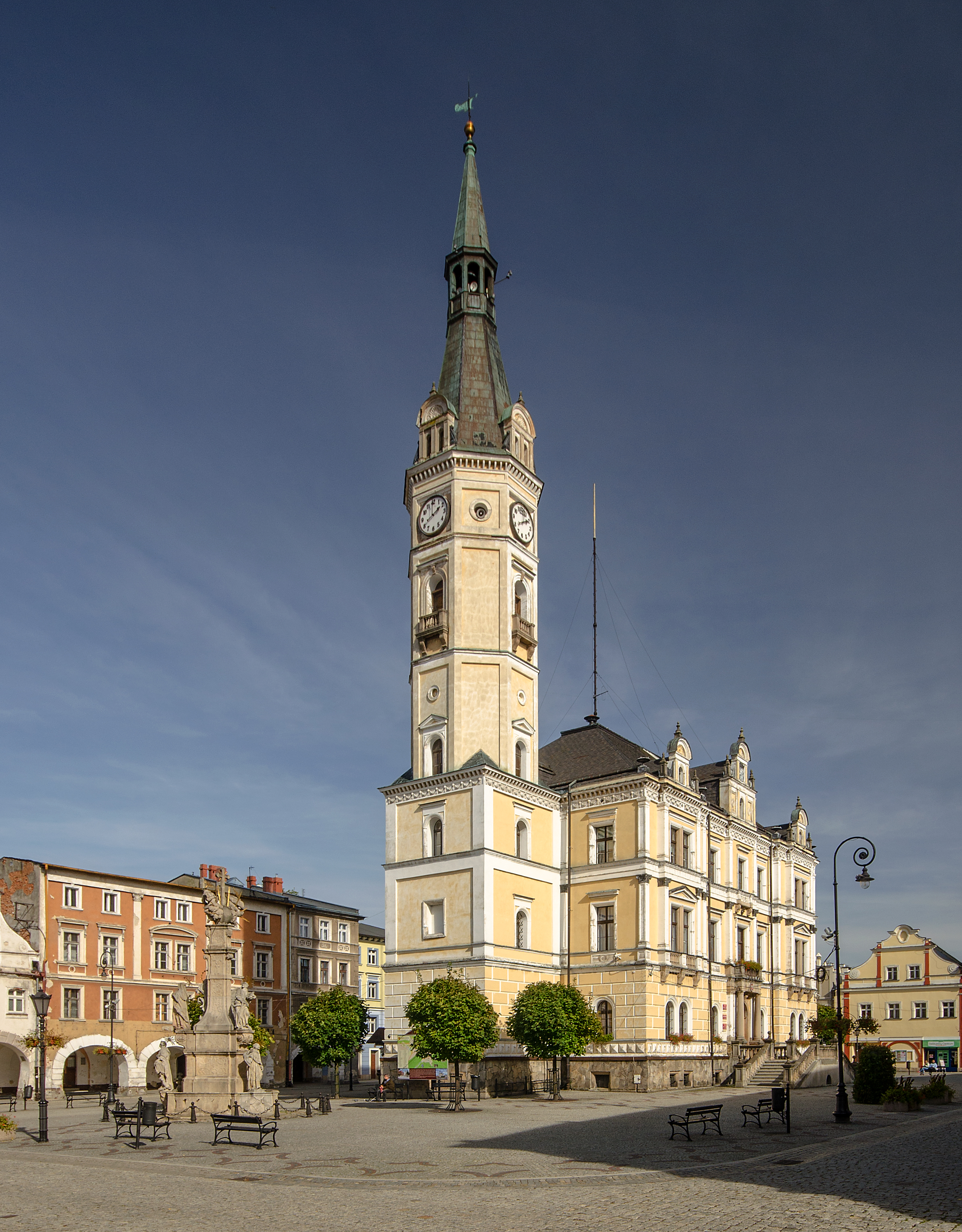
Rathaus und Bürgerhäuser am Ring

Landeck wurde vermutlich in der zweiten Hälfte des 13. Jahrhunderts durch den böhmischen König Ottokar II. Přemysl gegründet und ist für 1294 als Königliche Stadt nachgewiesen. Für 1325 ist die Schreibweise „Landecke“ belegt. Der Name entspricht der geographischen Lage Landecks an der südöstlichen Grenze des Glatzer Landes, mit dem es die Geschichte seiner politischen und kirchlichen Zugehörigkeit von Anfang an teilte. König Wenzel IV. erneuerte und bestätigte 1392 der Stadt die bisherigen Privilegien. Bis 1443 gehörte Landeck zur Herrschaft Karpenstein und danach der königlichen Kammer bzw. den jeweiligen Pfandherren der Grafschaft Glatz. Die Stadt, die keine Stadtmauer hatte, wurde in den Hussitenkriegen 1428 und 1431 niedergebrannt. In der zweiten Hälfte des 15. Jahrhunderts wurde sie durch die Söhne des böhmischen Königs Georg von Podiebrad, die Herzöge von Münsterberg, die zugleich Grafen von Glatz waren, wieder aufgebaut. Im 16. Jahrhundert stagnierte die wirtschaftliche Entwicklung. Im Dreißigjährigen Krieg wurde Landeck mehrmals schwer heimgesucht und wirtschaftlich zerstört.
Nach dem Ersten Schlesischen Krieg 1742 und endgültig mit dem Hubertusburger Frieden 1763 kam Landeck zusammen mit der Grafschaft Glatz an Preußen. 1765 richtete ein Stadtbrand große Schäden an. Nach der Neugliederung Preußens gehörte es ab 1815 zur Provinz Schlesien und war zunächst dem Landkreis Glatz eingegliedert. 1818 wurde es in den Landkreis Habelschwerdt umgegliedert, mit dem es bis 1945 verbunden blieb. 1874 wurde der Amtsbezirk Landeck gebildet, dem die Landgemeinden Heidelberg, Karpenstein, Leuthen, Nieder Thalheim, Ober Thalheim, Olbersdorf, Voigtsdorf und Winkeldorf sowie der Gutsbezirk Landeck zugewiesen wurden.
Seit Anfang des 19. Jahrhunderts erlebte Landeck einen wirtschaftlichen Aufschwung durch Handwerksbetriebe, kleine Manufakturen (Holzstoff-Fabrik, Handschuhfabrik) und Ackerbau. Der bedeutendste Wirtschaftsfaktor waren fünf Thermalbäder und eine Kaltwasser-Heilanstalt. Nachdem der preußische König Friedrich der Große und Mitglieder seiner Familie ab 1765 mehrmals die Landecker Heilquellen zu einer Badekur genutzt hatten, nahm die Zahl der Badegäste und Erholungssuchenden beständig zu. In der zweiten Hälfte des 19. Jahrhunderts kamen das städtische Krankenhaus, das neobarocke Postamt und die stattlichen Villen an der zum Kurort führenden Straße hinzu. Mit dem Bau der Nebenbahn Glatz–Landeck–Seitenberg, die Landeck 1897 erreichte, wurde die weitere wirtschaftliche Entwicklung der Stadt und des Kurbetriebs gefördert. Am Anfang des 20. Jahrhunderts hatte Landeck eine evangelische, vier katholische Kirchen und Kapellen, eine Präparandenanstalt und war Sitz eines Amtsgerichts.
Als Folge des Zweiten Weltkriegs fiel Landeck mit dem größten Teil Schlesiens 1945 an Polen. Nachfolgend wurde es in Lądek-Zdrój umbenannt. Die deutsche Bevölkerung wurde, soweit sie vor Kriegsende nicht geflohen war, 1946 vertrieben. Die neu angesiedelten Bewohner stammten teilweise aus Ostpolen, das an die Sowjetunion gefallen war. Von 1975 bis 1998 gehörte Lądek-Zdrój zur Woiwodschaft Wałbrzych (Waldenburg).

## Geschichte des Bades

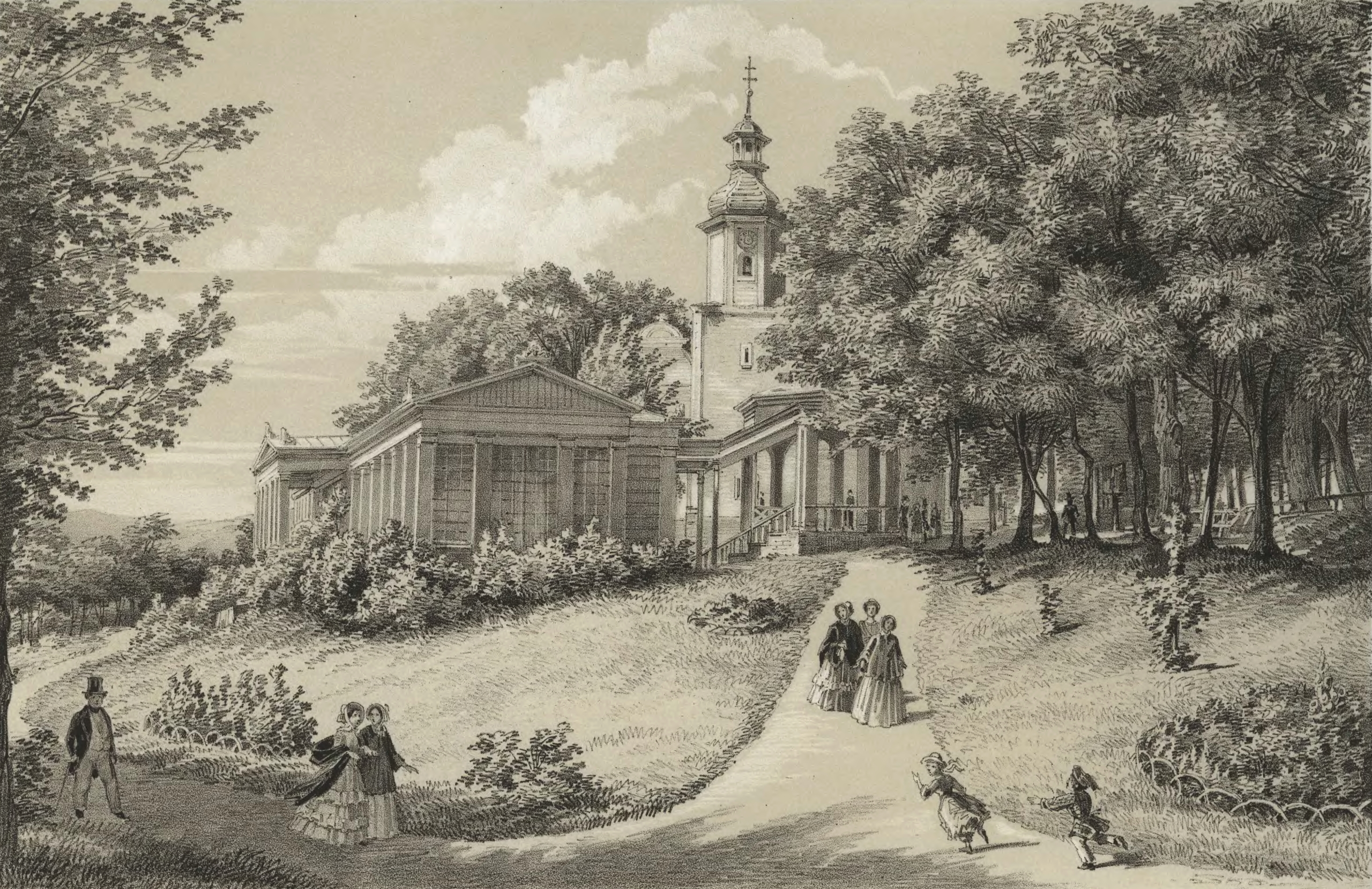
Albrechtshalle im 19. Jahrhundert

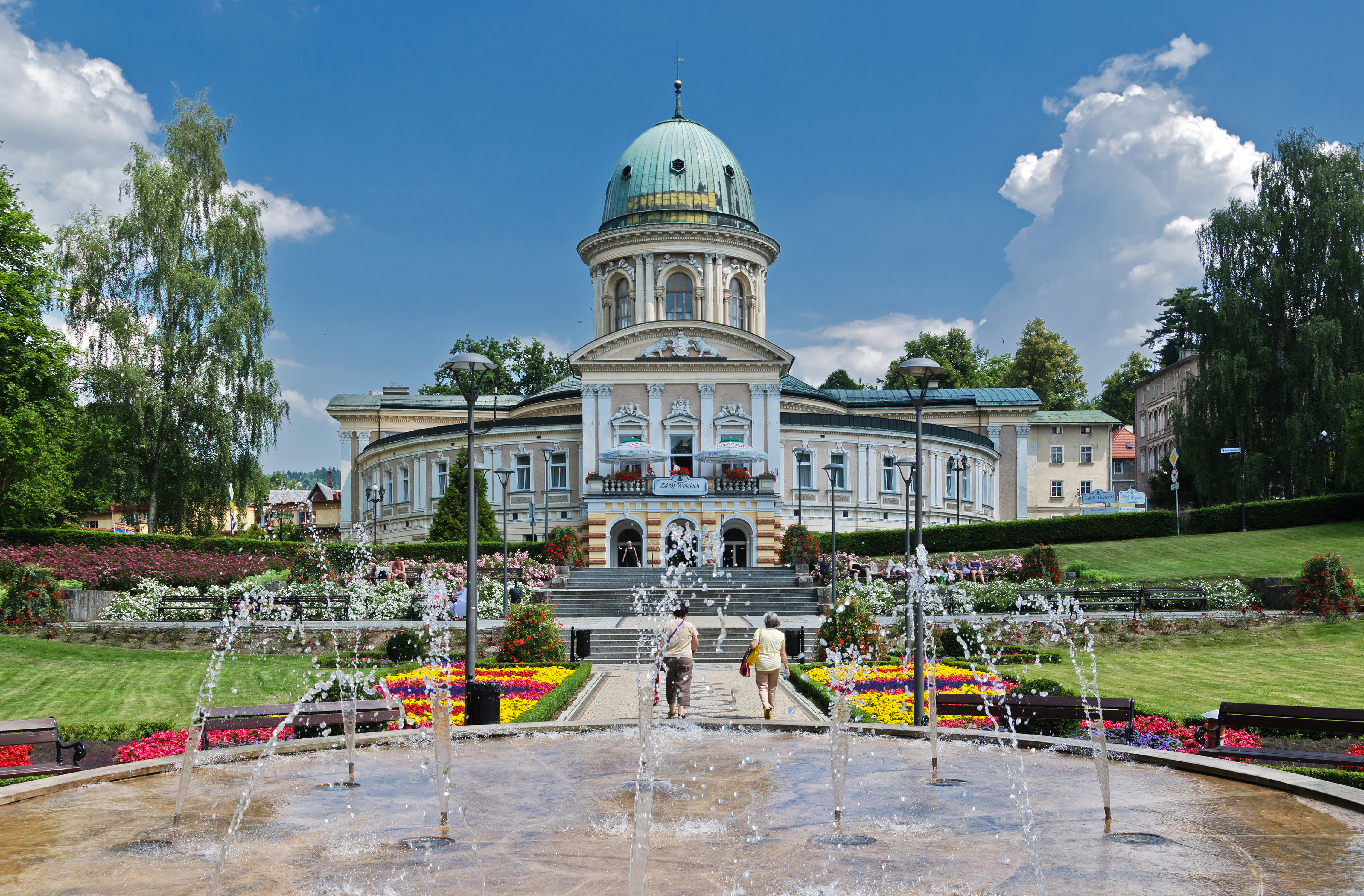
Marienbad

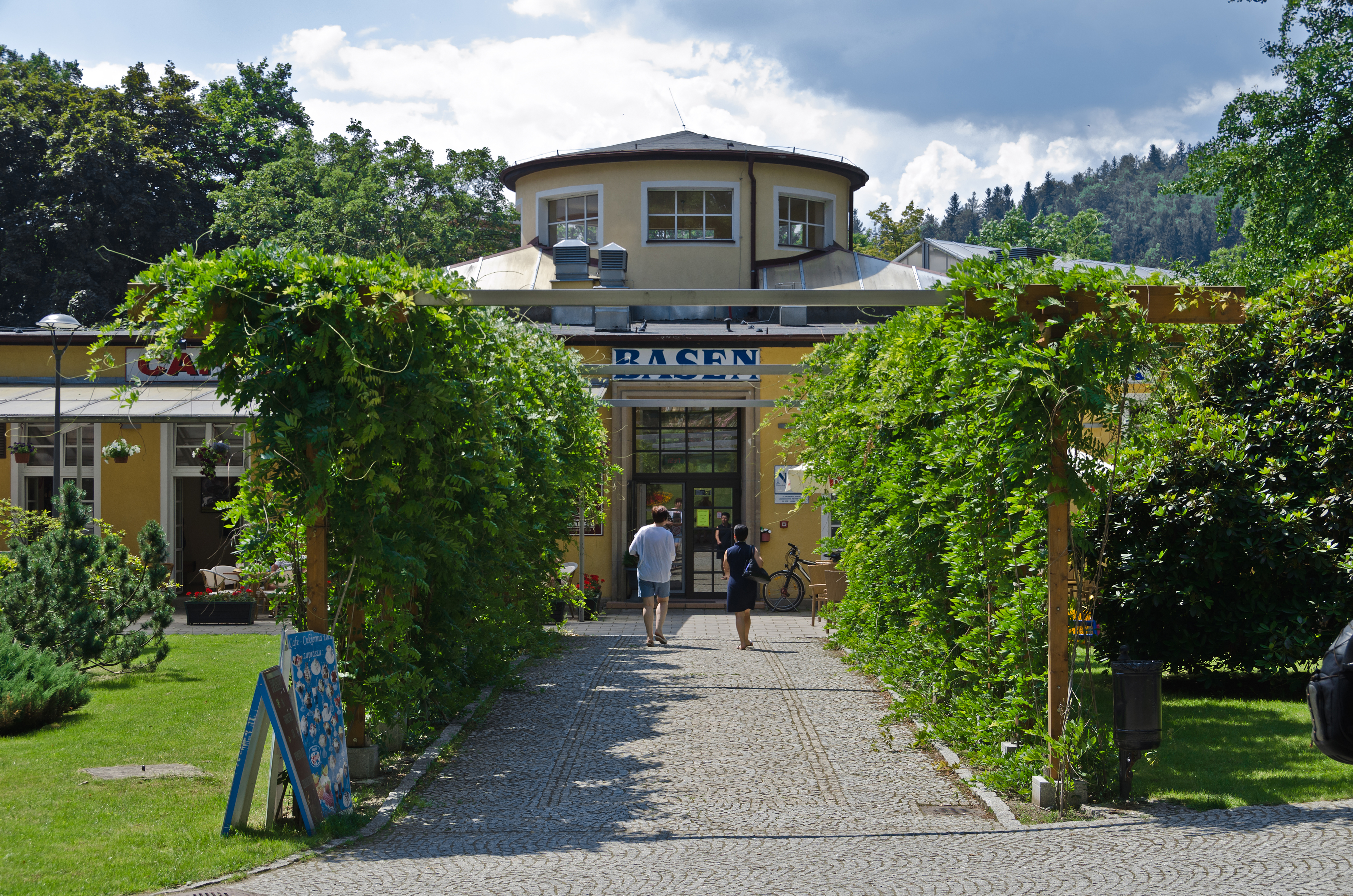
Das Friedrichsbad wurde zum Training der deutschen Olympiamannschaft 1935 angelegt.

Das Landecker Bad, das älteste der ehemaligen Grafschaft Glatz und eines der ältesten Kurorte Europas, entwickelte sich auf der Gemarkung Ober-Thalheim. Es liegt östlich der Stadt und wird klimatisch durch das Reichensteiner Gebirge nach Norden und Osten geschützt. Über die Entdeckung der Quellen ist wenig bekannt. Sie wurden vermutlich ab dem 13. Jahrhundert genutzt. 1428 wurden die Badeanlagen durch die Hussiten, 1470 durch eine Überschwemmung zerstört. Aufgrund einer Quellenuntersuchung durch den Wiener Arzt Konrad vom Berge veranlasste Ende des 15. Jahrhunderts der Mitinhaber der Grafschaft Glatz, Georg I. von Münsterberg, den Bau eines Badehauses (Georgenbad), daneben eines Wohnhauses und einer Georgskapelle. 1501 erließ er die erste Badeordnung. 1572 erwarb die Stadt Landeck das Georgenbad, beließ jedoch wegen Geldmangel die inzwischen neu entdeckten Quellen in Privatbesitz. 1604 wurde der erste Badeprospekt herausgegeben. Über der 1625 gefundenen Schwefelquelle ließ 1678 der Oberregent der Grafschaft Glatz, Johann Sigismund Hoffmann von Leuchtenstern († 1698), der das Grundstück erworben hatte, ein zweites Badehaus (Marienbad) und mehrere Häuser für Kurgäste sowie 1688 die Marienkapelle errichten. Dessen Enkel Leopold Graf von Hoffmann verkaufte 1736 das Marienbad zugleich mit den Dörfern Ober-Thalheim, Leuthen, Voigtsdorf, Karpenstein und Heidelberg an die Stadt Landeck.
Die Zahl der Badegäste nahm deutlich zu, nachdem neben Mitgliedern des preußischen Königshauses auch andere hochgestellte Persönlichkeiten das Bad zu Heilzwecken aufgesucht haben. Staatsminister Karl Georg von Hoym, der selbst 1782 als Kurgast in Landeck weilte, nahm sich seiner Entwicklung besonders an. Im 19. Jahrhundert erfolgte ein planmäßiger Ausbau des Bades und der Badeeinrichtungen. 1842 wurde in Gegenwart des Prinzen Albrecht von Preußen, seiner Gemahlin Marianne der Niederlande und ihrer Familie die bei der Morgenpromenade gelegene und nach dem Prinzen „Albrechtshalle“ benannte Wandelhalle feierlich eingeweiht. Zugleich erhielt die durch einen Gang mit der Halle verbundene und mit einem verglasten Pavillon überbaute Heilquelle die Bezeichnung „Mariannenbrunnen“. Im Deutschen Krieg von 1866 dienten Hotels und Badeeinrichtungen als Lazarette für verwundete Soldaten. 1912 wurde das Radium-Emanatorium eröffnet und Landeck zum Radiumheilbad deklariert. Auch im Zweiten Weltkrieg war der Kurbetrieb teilweise eingeschränkt, weil die großen Hotels als Lazarette benötigt wurden. Das Kurhaus Marienbad diente um 1943/1944 auch als Müttergenesungsheim, wohin deutsche Frauen aus anderen deutschen Orten oder großen Städten zur Entbindung oder zur Kur gebracht wurden.
Im Oktober 2024 fand in Lądek-Zdrój ein Weltkongress der Heilbäder statt.

## Heilquellen
Die radiumhaltigen Schwefelquellen sind 16,5 bis 29,6 Grad Celsius warm, die erst 1972/73 entdeckte äußerst starke Quelle sogar 43,9 Grad. Sie werden für Trinkkuren und für Bäder genutzt und insbesondere gegen Rheuma, Gicht, Gelenk- und Frauenleiden sowie Altersstörungen verordnet.

## Bauwerke und Denkmale (Auswahl)

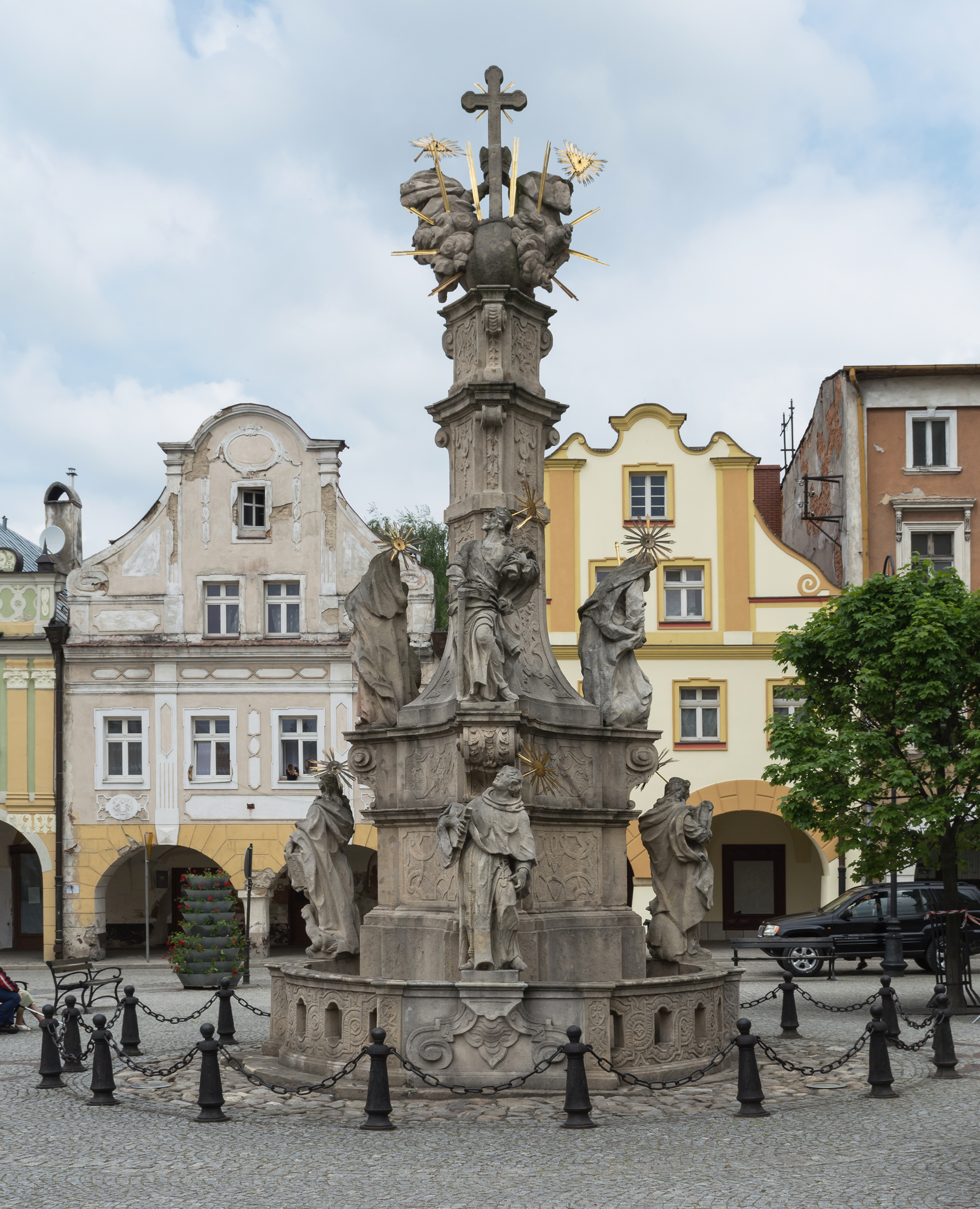
Dreifaltigkeitssäule am Ring

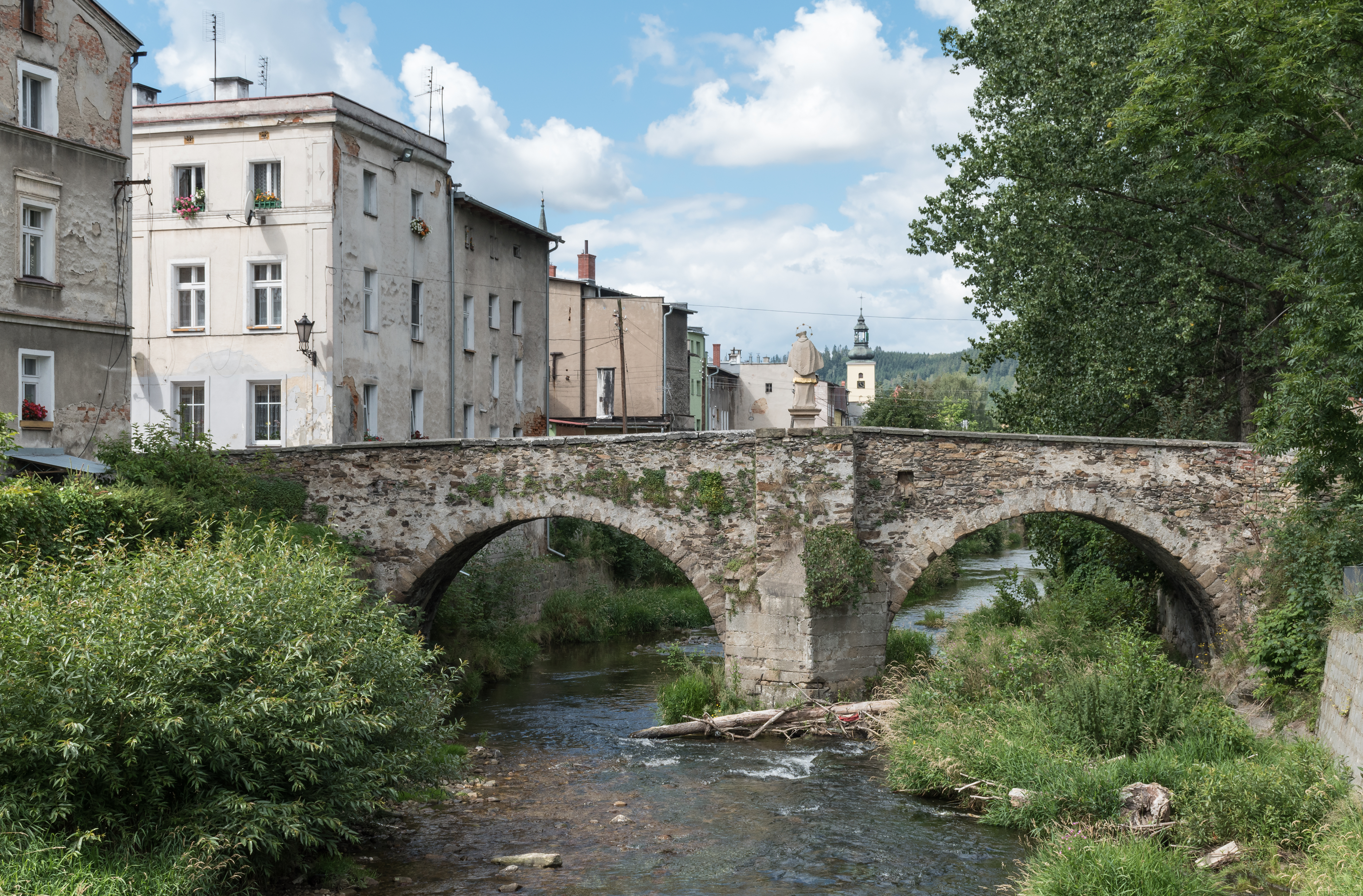
Johannesbrücke

- Mittelpunkt der Stadt ist der 96 × 56 m große Ring (Rynek) mit teilweise barocken Hausgiebeln an drei Seiten. Die Häuser der Ring-Nordseite sind mit Laubengängen versehen. Sie wurden nach dem Zweiten Weltkrieg teilweise dem Verfall preisgegeben, ihr originalgetreuer Wiederaufbau erfolgte jedoch in den 1990er Jahren. An der Südwestecke des Rings steht das Haus des berühmtesten Bürgers, Michael Klahr d. Ä. Es ist mit einer Schutzmantelmadonna aus seiner Werkstatt geschmückt.
- Rathaus im Stil der Neorenaissance, 1872 errichtet
- Die Staupsäule an der Ostseite des Rathauses stand ursprünglich in Heinzendorf (Skrzynka).
- Die Dreifaltigkeitssäule wurde von Anton Reichel gestiftet und von Michael Klahr d. Ä. um 1739 aus Stein geschaffen. Sie hat einen dreieckigen Grundriss. Auf dem Sockel stehen die Namenspatrone des Stifters: die hll. Antonius, Lukas und Johannes der Täufer. Auf den oberen Ecksockeln sind die hll. Joseph, Joachim und Anna dargestellt, dazwischen, erhöht Maria Immaculata. Die Säule wird von der Trinität und einem hochragenden Kreuz bekrönt.
- Westlich vom Ring befindet sich die Pfarrkirche Mariä Geburt (Kościół Narodzenia NMP) mit einem seitlich stehenden Turm und barocker Haube. Die Kirche wurde erstmals 1336 urkundlich erwähnt. Der heutige Saalbau wurde 1690–1701 vom Baumeister Lorenz Weiss aus Glatz errichtet und mit Stuck und Deckengemälden verziert. Am 7. August 1701 wurde die Kirche im Auftrag des Prager Erzbischofs Johann Joseph von Breuner durch den aus Landeck stammenden Prager Weihbischof Vitus Seipel Weihe (Religion) geweiht.[7] Die Wandmalereien schuf der Landecker Künstler Wilhelm Reinsch Anfang des 20. Jahrhunderts.
  - Von Michael Klahr d. Ä. stammen das Wandkreuz gegenüber der Kanzel und die Figuren der hll. Anna, Johannes, Ignatius, Franz, Philippus und Franz Xaver.
  - Michael Klahr d. J. schuf die Kanzel mit der Christusfigur auf dem Schalldeckel, den Orgelprospekt, die Beichtstühle und die Statuen der hll. Maria und Joseph sowie die Krippe, die zur Weihnachtszeit aufgestellt wird. Den jetzigen Hochaltar arbeitete der Landecker Bildhauer August Klein 1901 als Kopie des ursprünglichen Hochaltars von Michael Klahr d. J., der in ein Breslauer Museum verbracht wurde.
- Zur Kirchengemeinde der Mariä-Geburt-Kirche gehört auch die denkmalgeschützte Friedhofskirche St. Rochus.
- Die Bildsäule am westlichen Ortsausgang stammt aus dem Jahr 1806 und stellt die hl. Maria mit Zöpfen dar.
- Östlich des Rings steht die evangelische Salvatorkirche von 1848.
- Die Johannesbrücke über die Biele wurde 1565 errichtet und erhielt 1709 als Schmuck die Skulptur des böhmischen Landesheiligen Johannes von Nepomuk, dessen Haupt von fünf Sternen umkränzt ist.

## Bedeutende Bauwerke im Badebezirk

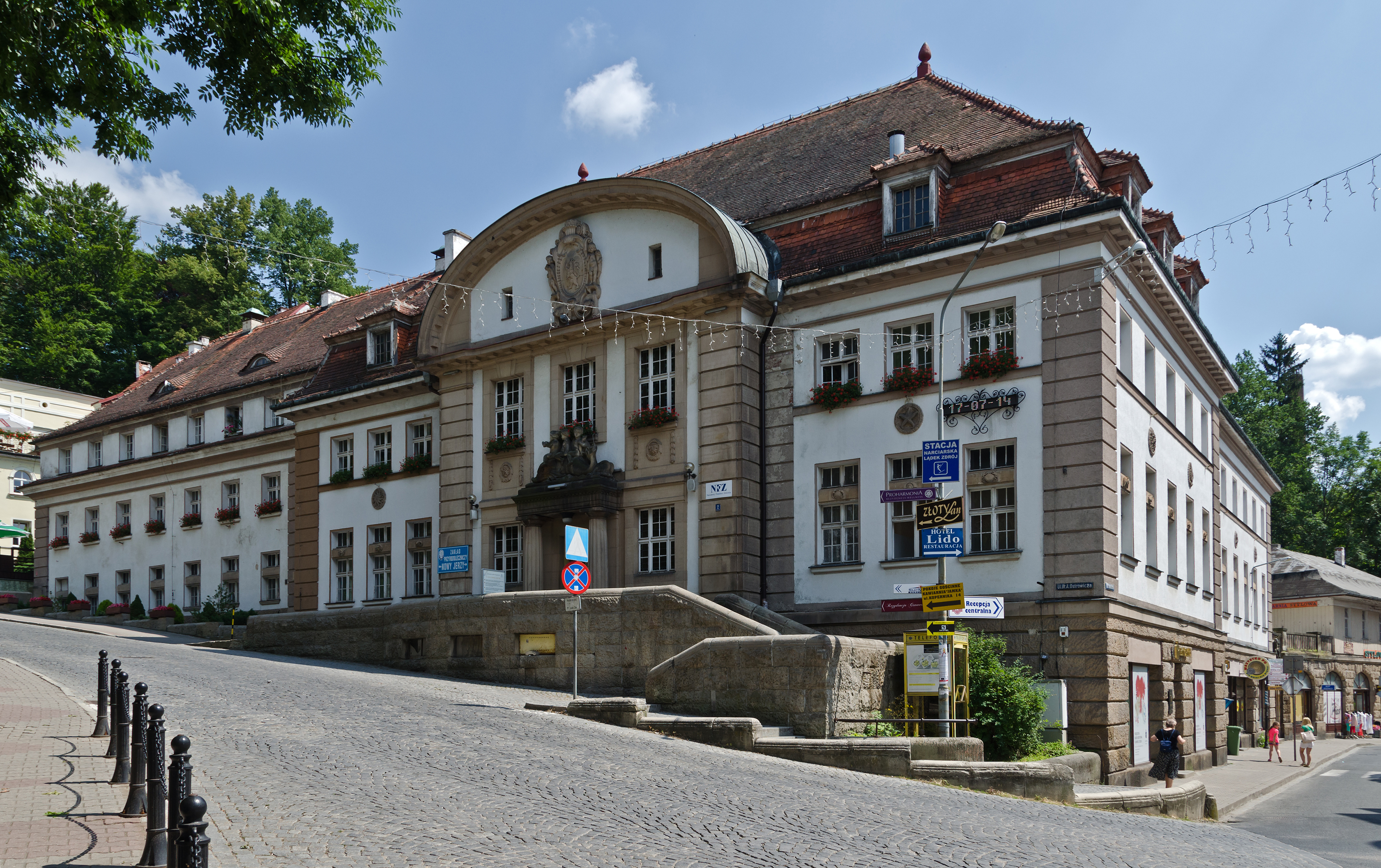
Georgenbad

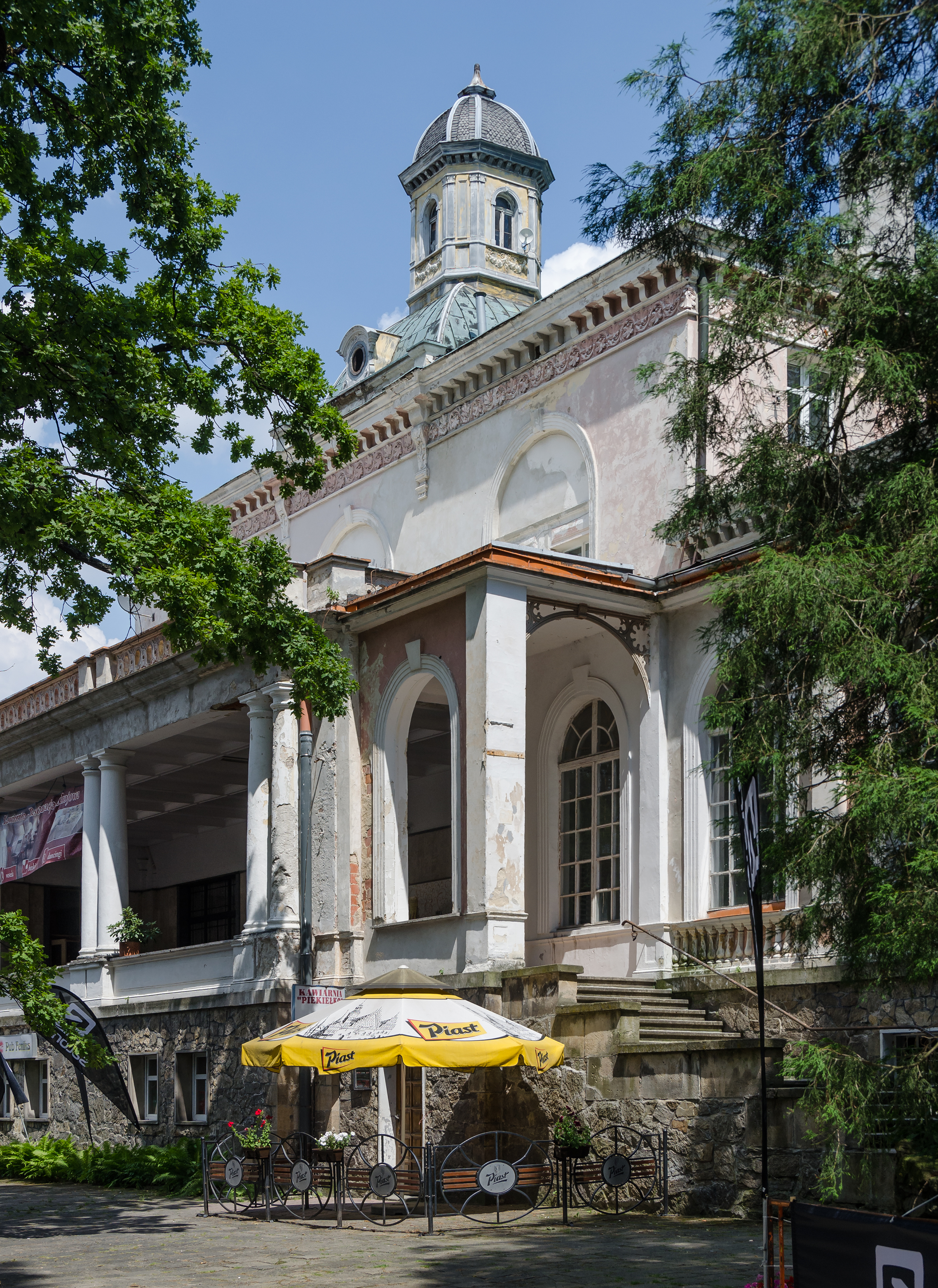
Albrechtshalle

- Das Marienbad (heute Wojciech) wurde erstmals 1678 errichtet. 1778–1780 wurde es nach Entwurf des Breslauer Architekten Hermann Völker neu errichtet. Es ist ein Zentralbau mit Kuppel im Stil der Neorenaissance und enthält im Erdgeschoss des Rundbaus ein Wasserbecken, darüber die Trinkhalle und in den Flügeln die Bäder für die Kurgäste. Es wurde 1984–1998 renoviert. Erhalten ist die Neorenaissance-Dekoration der Trinkhalle und des Redoutensaals.[8]
- Das Ende des 14. Jahrhunderts erstmals errichtete Georgenbad wurde 1917 neu erbaut.
- Das Friedrichsbad mit Thermalschwimmbad wurde 1935 erbaut.
- Die Wandelhalle (Albrechtshalle) entstand 1842.
- Die auf einer Anhöhe liegende Georgskapelle (Kaplica św. Jerzego) wurde Ende des 15. Jahrhunderts nach Entwurf des Herzogs Georg von Münsterberg errichtet. 1637 wurde sie als Stiftung des Glatzer Landeshauptmanns Johann Georg von Götzen neu errichtet und 1665 durch den Prager Erzbischof von Harrach, der zur Kur in Landeck weilte, eingeweiht. Es ist ein achteckiger Zentralbau mit geschweiftem Dach und Laterne. Die Kuppelfresken mit Szenen aus dem Leben des hl. Georg und der hl. Dreifaltigkeit schuf 1720 der Breslauer Maler Johann Jacob Eybelwieser.
- Die barocke Kapelle St. Maria Einsiedel (Kaplica NMP Na pustkowiu, ul. Lipowa) ist eine Stiftung des Johann Sigismund Hoffmann von Leuchtenstern von 1678. Sie wurde 1690 und 1801 erweitert. In den Giebeln sind Figuren der Maria Immaculata und der hll. Anna und Joseph. Der Hauptaltar – mit Marienfigur von 1672 – ist aus der zweiten Hälfte des 18. Jahrhunderts. Die neobarocken Altäre sind von 1926. Vor der Kapelle steht eine Mariensäule.

## Zentrum der kirchlichen Kunst
Nachdem Michael Klahr d. Ä. 1724 in Landeck eine große Bildhauerwerkstatt gegründet hatte, die von seinem Sohn Michael Klahr d. J. weitergeführt wurde, entwickelte sich Landeck zu einem bedeutenden Zentrum der kirchlichen Kunst. Zu den bekanntesten Bildschnitzern aus Landeck sowie Kirchen- und Kunstmalern zählen August Klein, Franz Thamm und dessen Söhne Franz, Paul und Adolf, Aloys Schmidt sowie Wilhelm Reinsch und Leo Richter.

## Stadtwald und Umgebung
Direkt an den Badebezirk schließt der Stadtwald an, in dem über 35 Kilometer lange Wanderwege angelegt wurden. Sie führen unter anderem zum 1786 erbauten und 1960 abgerissenen Waldtempel, in dem sich 1813 König Friedrich Wilhelm III. und Zar Alexander trafen, und zum Aussichtspunkt Dreieckerfels (Trojak) sowie zur Burgruine Karpenstein.

## Partnerstädte
Partnerstädte von Lądek-Zdrój sind:
- Bad Schandau, Deutschland, seit 17. Juli 1998
- Klášterec nad Orlicí, Tschechien
- Goedereede, Holland, seit 8. Mai 2001

## Partnerschaftsabkommen
Am 30. Juni 2000 wurde das Abkommen über die polnisch-tschechische Zusammenarbeit mit folgenden Gemeinden vereinbart:
- Bernartice u Javorníka, Tschechien
- Bílá Voda, Tschechien
- Otmuchów, Polen
- Paczków, Polen
- Uhelná, Tschechien
- Vlčice u Javorníka, Tschechien
- Złoty Stok, Polen

## Persönlichkeiten
- Vitus Seipel (1650–1711), Abt des Klosters Strahov sowie Weihbischof und Generalvikar in Prag
- Michael Klahr der Ältere (1693–1742), Barockbildhauer
- Michael Klahr der Jüngere (1727–1807), Barockbildhauer
- Julius von Grawert (1746–1821), preußischer General der Infanterie
- Hans Graf von Bülow (1774–1825), preußischer Finanzminister
- Franz Xaver Schneider (1789–1847), Bildhauer
- Franz Thamm (1831–1902), Bildhauer
- Karl Bornstein (1863–1942), deutscher Arzt und Hygieniker, Opfer des Holocausts, war Kurarzt in Bad Landeck
- Maximilian Tschitschke (1875–1940), römisch-katholischer Geistlicher, Heimatforscher und Verfasser zahlreicher heimat- und ortsgeschichtlicher Schriften und Aufsätze
- Frank E. Washburn Freund (* 1878), Kunstkritiker
- Margarethe Siems (1879–1952), Opernsängerin
- Georg Hartmann (1887–1954), Lehrer, Komponist, Chorrektor und Mundartdichter
- Leo Richter (1888–1958), Kunstmaler, Staffierer und Restaurator
- Walter Erbe (1890–1963), Jurist, Politiker und Landrat
- Richard Wolf (1900–1995), Schriftsteller
- Gabriele Hammerstein (1923–2018), deutsch-amerikanische Opernsängerin
- Peter Reinelt (1939–2010), Politiker
- Joachim Heider (* 1944), Schlagersänger
- Günter Hoffmann (* 1944), Schauspieler und Tonassistent
- Carl-Wolfgang Holzapfel (* 1944), Politiker, Aktivist gegen die einstige Berliner Mauer
- Regina Ogorek (* 1944), Juristin
- Edda Schönherz (* 1944), Fernsehansagerin
- Jürgen Danielowski (* 1945), Politiker
- Martin Stenzel (* 1946), Bahnradsportler

## Demographie
| Jahr | Einwohner | Anmerkungen |
| ---- | --------- | --- |
| 1787 | 1014      | 204 Häuser, davon 78 in der Stadt, 103 in den Vorstädten und 23 öffentliche Gebäude                                                                             |
| 1803 | 1108      | [ 11 ] |
| 1810 | 1101      | [ 11 ] |
| 1816 | 1167      | nach anderen Angaben 1152 Einwohner, davon 26 Evangelische und 1126 Katholiken (keine Juden)                                                                    |
| 1821 | 1226      | [ 11 ] |
| 1825 | 1298      | darunter 48 Evangelische |
| 1840 | 1500      | davon 60 Evangelische und 1440 Katholiken |
| 1852 | 1819      | [ 15 ] |
| 1867 | 2165      | am 3. Dezember, |
| 1871 | 2360      | darunter 240 Evangelische; nach anderen Angaben 2359 Einwohner (am 1. Dezember), davon 221 Evangelische, 2124 Katholiken, vier sonstige Christen und zehn Juden |
| 1890 | 2683      | darunter 242 Evangelische und 13 Juden |
| 1900 | 3526      | meist katholische Einwohner |
| 1910 | 3337      | [ 19 ] |
| 1933 | 4720      | [ 18 ] |
| 1939 | 4865      | [ 18 ] |

| Jahr | Stadt | Anmerkungen    |
| ---- | ----- | -------------- |
| 2011 | 6091  | (Volkszählung) |
| 2020 | 5466  |                |